# 밀란 스트를직

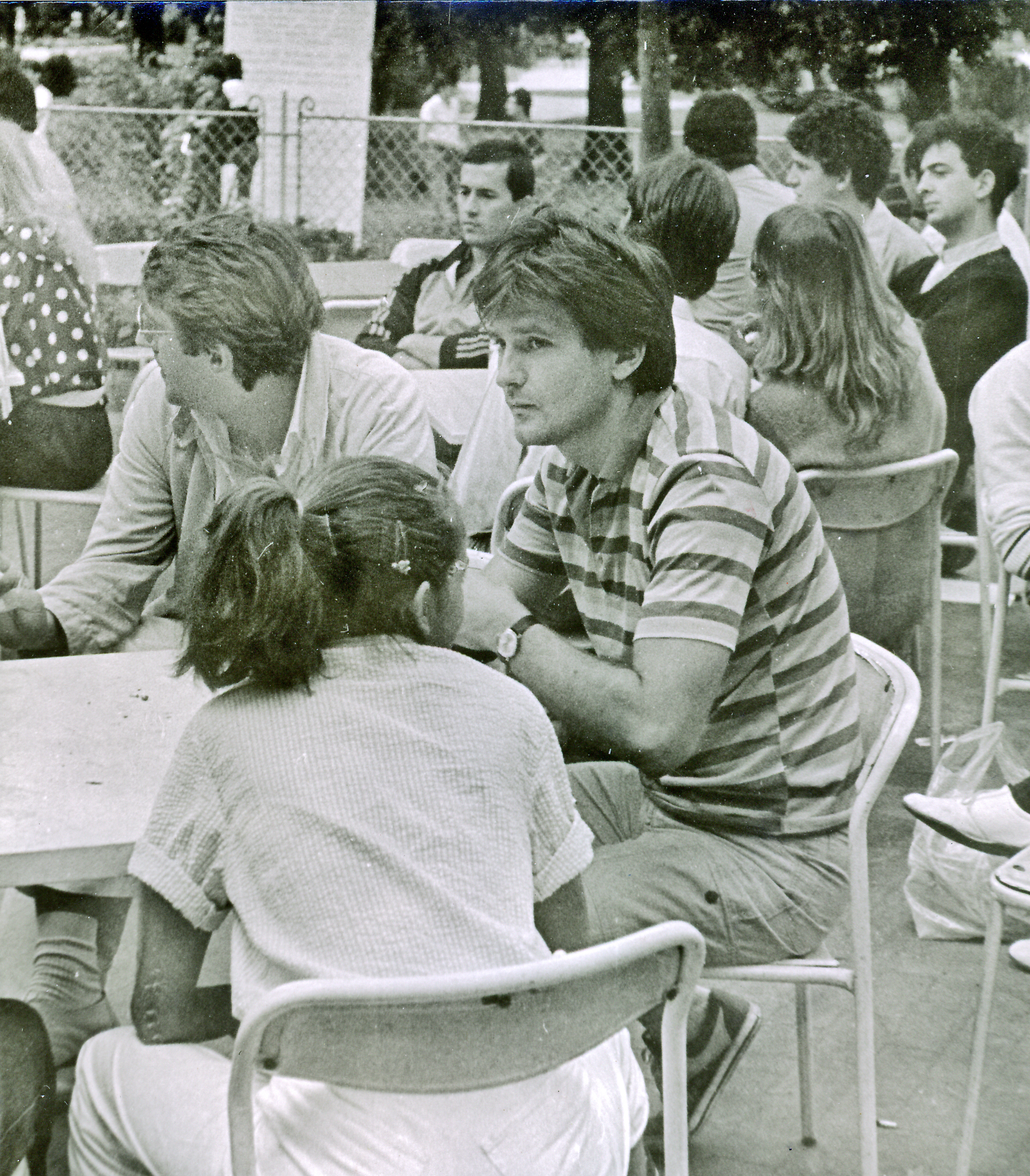

밀란 스트를직(Milan Štrljić, 1952년 3월 22일 ~ )은 크로아티아의 배우이다.

## 영화
- 미니스트리 오브 러브 (2016년)
- 고란 (2016년)
- 시르쿠스 콜럼비아 (2010년)
- 러브 라이프 오브 어 젠틀 카워드 (2009년)
- 파인 데드 걸스 (2002년)
- 바다를 꿈꾸는 점원 (2000년)